# Красные Выселки (Липецкая область)
Кра́сные Вы́селки — деревня Кузовского сельсовета Грязинского района Липецкой области.
Расположены на левом берегу реки Байгоры при впадении в него реки Телелюй. На противоположном берегу Байгоры находится центр поселения село Синявка.
Деревня была образована в советское время. Его образовали переселенцы из одного из окрестных населенных пунктов.
В Красных Выселках две улицы — Садовая и Гагарина.

## Население
| 2009 | 2010 | 2013 |
| ---- | ---- | ---- |
| 110  | ↗114 | ↗129 |